# Olympische Sommerspiele 2016/Teilnehmer (Aserbaidschan)
| Gelbes Symbol für Goldmedaillen mit stilisierten Olympischen Ringen | Graues Symbol für Silbermedaillen mit stilisierten Olympischen Ringen | Braundes Symbol für Bronzemedaillen mit stilisierten Olympischen Ringen |
| ------------------------------------------------------------------- | --------------------------------------------------------------------- | ----------------------------------------------------------------------- |
| 1                                                                   | 7                                                                     | 10                                                                      |

Aserbaidschan nahm an den Olympischen Spielen 2016 in Rio de Janeiro teil. Es war die insgesamt sechste Teilnahme an Olympischen Sommerspielen. Das Azərbaycan Milli Olimpiya Komitəsi nominierte 56 Athleten in 14 Sportarten.

## Medaillen
Aserbaidschan gewann insgesamt 18 Medaillen (1× Gold, 7× Silber, 10× Bronze) und belegte damit im offiziellen Medaillenspiegel – der nach gewonnenen Goldmedaillen geordnet ist – den 39. Rang. Legt man dagegen die Gesamtzahl gewonnener Medaillen zugrunde, war Aserbaidschan die fünfzehntbeste Nation.
| Platz  | Sportart  | Goldmedaille – Olympiasieger | Silbermedaille – 2. Platz | Bronzemedaille – 3. Platz | Gesamt |
| ------ | --------- | ---------------------------- | ------------------------- | ------------------------- | ------ |
| 1      | Taekwondo | 1                            | —                         | 2                         | 3      |
| 2      | Ringen    | —                            | 3                         | 6                         | 9      |
| 3      | Judo      | —                            | 2                         | —                         | 2      |
| 4      | Boxen     | —                            | 1                         | 1                         | 2      |
| 4      | Kanu      | —                            | 1                         | 1                         | 2      |
| Gesamt | Gesamt    | 1                            | 7                         | 10                        | 18     |

| Medaille | Name                   | Sportart  | Wettbewerb                                   | Datum    |
| -------- | ---------------------- | --------- | -------------------------------------------- | -------- |
| Gold     | Radik İsayev           | Taekwondo | Klasse über 80 kg (Schwergewicht)            | 20. Aug. |
| Silber   | Rustam Orujov          | Judo      | Leichtgewicht (bis 73 kg)                    | 8. Aug.  |
| Silber   | Elmar Gasimov          | Judo      | Halbschwergewicht (bis 100 kg)               | 11. Aug. |
| Silber   | Mariya Stadnik         | Ringen    | Freistil, Klasse bis 48 kg                   | 17. Aug. |
| Silber   | Valentin Demjanenko    | Kanusport | Einer-Canadier 200 m                         | 18. Aug. |
| Silber   | Toğrul Əsgərov         | Ringen    | Freistil, Klasse bis 65 kg                   | 21. Aug. |
| Silber   | Collazo Sotomayor      | Boxen     | Halbweltergewicht (bis 64 kg)                | 21. Aug. |
| Silber   | Xetaq Qazyumov         | Ringen    | Freistil, Klasse bis 97 kg                   | 21. Aug. |
| Bronze   | Sabah Shariati         | Ringen    | griechisch-römischer Stil, Klasse bis 130 kg | 15. Aug. |
| Bronze   | Inna Osipenko-Radomska | Kanusport | Einer-Kajak 200 m der Frauen                 | 16. Aug. |
| Bronze   | Rəsul Çunayev          | Ringen    | griechisch-römischer Stil, Klasse bis 66 kg  | 16. Aug. |
| Bronze   | Patimat Abakarova      | Taekwondo | Klasse bis 49 kg (Fliegengewicht)            | 17. Aug. |
| Bronze   | Kamran Şahsuvarlı      | Boxen     | Mittelgewicht (bis 75 kg)                    | 18. Aug. |
| Bronze   | Nataliya Sinişin       | Ringen    | Freistil, Klasse bis 53 kg                   | 18. Aug. |
| Bronze   | Hacı Əliyev            | Ringen    | Freistil, Klasse bis 57 kg                   | 19. Aug. |
| Bronze   | Cəbrayıl Həsənov       | Ringen    | Freistil, Klasse bis 74 kg                   | 19. Aug. |
| Bronze   | Milad Beigi            | Taekwondo | Klasse bis 80 kg (Mittelgewicht)             | 19. Aug. |
| Bronze   | Şərif Şərifov          | Ringen    | Freistil, Klasse bis 86 kg                   | 20. Aug. |

## Teilnehmer nach Sportarten

### Bogenschießen
| Athleten    | Wettbewerb | Qualifikation | Qualifikation | 1. Runde | 1. Runde     | 2. Runde      | 2. Runde      | Achtelfinale  | Achtelfinale  | Viertelfinale | Viertelfinale | Halbfinale    | Halbfinale    | Finale        | Finale        | Rang |
| Athleten    | Wettbewerb | Ringe         | Rang          | Gegner   | Ergebnis     | Gegner        | Ergebnis      | Gegner        | Ergebnis      | Gegner        | Ergebnis      | Gegner        | Ergebnis      | Gegner        | Ergebnis      | Rang |
| ----------- | ---------- | ------------- | ------------- | -------- | ------------ | ------------- | ------------- | ------------- | ------------- | ------------- | ------------- | ------------- | ------------- | ------------- | ------------- | ---- |
| Frauen      |            |               |               |          |              |               |               |               |               |               |               |               |               |               |               |      |
| Olga Senyuk | Einzel     | 623           | 37            | Hui Cao  | 1:7 (97:104) | ausgeschieden | ausgeschieden | ausgeschieden | ausgeschieden | ausgeschieden | ausgeschieden | ausgeschieden | ausgeschieden | ausgeschieden | ausgeschieden | 33   |

### Boxen
| Athleten              | Wettbewerb                    | 1. Runde             | 1. Runde | Achtelfinale         | Achtelfinale  | Viertelfinale         | Viertelfinale | Halbfinale        | Halbfinale    | Finale                 | Finale        | Rang          |
| Athleten              | Wettbewerb                    | Gegner               | Ergebnis | Gegner               | Ergebnis      | Gegner                | Ergebnis      | Gegner            | Ergebnis      | Gegner                 | Ergebnis      | Rang          |
| --------------------- | ----------------------------- | -------------------- | -------- | -------------------- | ------------- | --------------------- | ------------- | ----------------- | ------------- | ---------------------- | ------------- | ------------- |
| Frauen                |                               |                      |          |                      |               |                       |               |                   |               |                        |               |               |
| Yana Alekseevna       | Leichtgewicht bis 60 kg       | Freilos              | Freilos  | Freilos              | Freilos       | Yin Junhua            | 0:3           | ausgeschieden     | ausgeschieden | ausgeschieden          | ausgeschieden | ausgeschieden |
| Männer                |                               |                      |          |                      |               |                       |               |                   |               |                        |               |               |
| Rufat Huseynov        | Halbfliegengewicht bis 49 kg  | Mathias Hamunyela    | 0:3      | ausgeschieden        | ausgeschieden | ausgeschieden         | ausgeschieden | ausgeschieden     | ausgeschieden | ausgeschieden          | ausgeschieden | ausgeschieden |
| Elvin Mamishzada      | Fliegengewicht bis 52 kg      | Freilos              | Freilos  | Olzhas Sattibayev    | 3:0           | Shahobiddin Zoirov    | 0:3           | ausgeschieden     | ausgeschieden | ausgeschieden          | ausgeschieden | ausgeschieden |
| Cavid Çələbiyev       | Bantamgewicht bis 56 kg       | Qairat Jeralijew     | 1:2      | ausgeschieden        | ausgeschieden | ausgeschieden         | ausgeschieden | ausgeschieden     | ausgeschieden | ausgeschieden          | ausgeschieden | ausgeschieden |
| Albert Selimow        | Leichtgewicht bis 60 kg       | Freilos              | Freilos  | David Joyce          | 3:0           | Sofiane Oumiha        | 0:3           | ausgeschieden     | ausgeschieden | ausgeschieden          | ausgeschieden | ausgeschieden |
| Lorenzo Sotomayor     | Halbweltergewicht bis 64 kg   | Volodymyr Matviychuk | 3:0      | Hassan Amzile        | 2:1           | Yasniel Toledo        | 3:0           | Artem Harutiunian | 3:0           | Fazliddin Gʻoibnazarov | 1:2           | Silber        |
| Pərviz Bağırov        | Weltergewicht bis 69 kg       | Freilos              | Freilos  | Souleymane Cissokho  | 0:3           | ausgeschieden         | ausgeschieden | ausgeschieden     | ausgeschieden | ausgeschieden          | ausgeschieden | ausgeschieden |
| Kamran Şahsuvarlı     | Mittelgewicht bis 75 kg       | Zaho Minggang        | 3:0      | Artjom Tschebotarjow | 2:1           | Schänibek Älimchanuly | 2:1           | Arlen López       | 0:3           | ausgeschieden          | ausgeschieden | Bronze        |
| Teymur Məmmədov       | Halbschwergewicht bis 81 kg   | Denys Solonenko      | 3:0      | Peter Müllenberg     | 3:0           | Ädilbek Nijasymbetow  | 0:3           | ausgeschieden     | ausgeschieden | ausgeschieden          | ausgeschieden | ausgeschieden |
| Abdulqədir Abdullayev | Schwergewicht bis 91 kg       | Freilos              | Freilos  | Paul Omba-Biongolo   | TKO           | Rustam Toʻlaganov     | 0:3           | ausgeschieden     | ausgeschieden | ausgeschieden          | ausgeschieden | ausgeschieden |
| Məhəmmədrəsul Məcidov | Superschwergewicht über 91 kg | Mohamed Arjaoui      | 3:0      | Iwan Dytschko        | 0:3           | ausgeschieden         | ausgeschieden | ausgeschieden     | ausgeschieden | ausgeschieden          | ausgeschieden | ausgeschieden |

### Fechten
| Athleten      | Wettbewerb   | 1. Runde | 1. Runde | 2. Runde    | 2. Runde | Achtelfinale  | Achtelfinale  | Viertelfinale | Viertelfinale | Halbfinale / Klassifikation | Halbfinale / Klassifikation | Finale / Platzierung | Finale / Platzierung | Rang          |
| Athleten      | Wettbewerb   | Gegner   | Ergebnis | Gegner      | Ergebnis | Gegner        | Ergebnis      | Gegner        | Ergebnis      | Gegner                      | Ergebnis                    | Gegner               | Ergebnis             | Rang          |
| ------------- | ------------ | -------- | -------- | ----------- | -------- | ------------- | ------------- | ------------- | ------------- | --------------------------- | --------------------------- | -------------------- | -------------------- | ------------- |
| Frauen        |              |          |          |             |          |               |               |               |               |                             |                             |                      |                      |               |
| Səbinə Mikina | Säbel Einzel | Freilos  | Freilos  | Azza Besbes | 12:15    | ausgeschieden | ausgeschieden | ausgeschieden | ausgeschieden | ausgeschieden               | ausgeschieden               | ausgeschieden        | ausgeschieden        | ausgeschieden |

### Judo
| Athleten           | Wettbewerb  | 1. Runde       | 1. Runde    | 2. Runde     | 2. Runde    | Viertelfinale | Viertelfinale | Halbfinale / Trostrunde | Halbfinale / Trostrunde | Finale / Platz 3 | Finale / Platz 3 | Rang   |
| Athleten           | Wettbewerb  | Gegner         | Ergebnis    | Gegner       | Ergebnis    | Gegner        | Ergebnis      | Gegner                  | Ergebnis                | Gegner           | Ergebnis         | Rang   |
| ------------------ | ----------- | -------------- | ----------- | ------------ | ----------- | ------------- | ------------- | ----------------------- | ----------------------- | ---------------- | ---------------- | ------ |
| Männer             |             |                |             |              |             |               |               |                         |                         |                  |                  |        |
| Orxan Səfərov      | bis 60 kg   | J. Postigos    | 011s0:000s2 | O. Bestajew  | 110s2:001s2 | F. Kitadai    | 100s0:000s0   | Y. Smetov               | 000s1:010s3             | N. Takato        | 000s2:000s0      | 5      |
| Nicat Şıxəlizadə   | bis 66 kg   | S. Uriarte     | 001s2:000s2 | F. Basile    | 000s1:110s1 | ausgeschieden | ausgeschieden | ausgeschieden           | ausgeschieden           | ausgeschieden    | ausgeschieden    | 9      |
| Rustam Orujov      | bis 73 kg   | D. Khamza      | 000s2:000s3 | j. Bensted   | 100s0:000s1 | M. Ungvari    | 010s3:000s2   | S. Muki                 | 001s3:000s3             | S. Ōno           | 000s0:110s1      | Silber |
| Məmmədəli Mehdiyev | bis 90 kg   | K. Denisov     | 100s2:000s2 | T. Camilo    | 011s3:001s1 | D. Gwak       | 000s4:100s2   | L. Otgonbaatar          | 000s0:001s2             | ausgeschieden    | ausgeschieden    | 7      |
| Elmar Gasimov      | bis 100 kg  | T. Khaibulaev  | 011s1:000s2 | L. Bouyacoub | 010s1:010s2 | R. Darwish    | 100s0:000s0   | A. Bloschenko           | 100s0:000s1             | L. Krpálek       | 000s0:100s0      | Silber |
| Ushangi Kokauri    | über 100 kg | A. Ņikiforenko | 111s0:000s0 | H. Harasawa  | 000s0:100s1 | ausgeschieden | ausgeschieden | ausgeschieden           | ausgeschieden           | ausgeschieden    | ausgeschieden    | 9      |

### Kanu

#### Kanurennsport
| Athleten               | Wettbewerb | Vorlauf      | Vorlauf | Halbfinale   | Halbfinale | Finale       | Finale | Rang   |
| Athleten               | Wettbewerb | Zeit         | Rang    | Zeit         | Rang       | Zeit         | Rang   | Rang   |
| ---------------------- | ---------- | ------------ | ------- | ------------ | ---------- | ------------ | ------ | ------ |
| Frauen                 |            |              |         |              |            |              |        |        |
| Inna Osypenko-Radomska | K-1 200 m  | 40,702 s     | 1       | 39,803 s     | 1          | 40,401 s     | 3      | Bronze |
| Inna Osypenko-Radomska | K-1 500 m  | 1:51,750 min | 1       | 1:57,627 min | 2          | 1:56,573 min | 8      | 8      |
| Männer                 |            |              |         |              |            |              |        |        |
| Valentin Demjanenko    | C-1 200 m  | 39,749 s     | 1       | 40,298 s     | 2          | 39,493 s     | 2      | Silber |

#### Kanuslalom
| Athleten    | Wettbewerb | Vorlauf | Vorlauf | Halbfinale | Halbfinale | Finale        | Finale        | Rang          |
| Athleten    | Wettbewerb | Zeit    | Rang    | Zeit       | Rang       | Zeit          | Rang          | Rang          |
| ----------- | ---------- | ------- | ------- | ---------- | ---------- | ------------- | ------------- | ------------- |
| Männer      |            |         |         |            |            |               |               |               |
| Jure Meglič | K-1        | 90,70 s | 11      | 145,00 s   | 14         | ausgeschieden | ausgeschieden | ausgeschieden |

### Leichtathletik
Laufen und Gehen 
| Athleten        | Wettbewerb | Runde 1      | Runde 1 | Halbfinale | Halbfinale | Finale        | Finale        | Rang |
| Athleten        | Wettbewerb | Zeit         | Rang    | Zeit       | Rang       | Zeit          | Rang          | Rang |
| --------------- | ---------- | ------------ | ------- | ---------- | ---------- | ------------- | ------------- | ---- |
| Männer          |            |              |         |            |            |               |               |      |
| Hayle İbrahimov | 5000 m     | 13:27,11 min | 19      | –          | –          | ausgeschieden | ausgeschieden | 19   |
| Evans Kiplagat  | Marathon   | –            | –       | –          | –          | 2:15:31 h     | 28            | 28   |

 Springen und Werfen 
| Athleten      | Wettbewerb | Qualifikation | Qualifikation | Finale        | Finale        | Rang |
| Athleten      | Wettbewerb | Weite/Höhe    | Rang          | Weite/Höhe    | Rang          | Rang |
| ------------- | ---------- | ------------- | ------------- | ------------- | ------------- | ---- |
| Frauen        |            |               |               |               |               |      |
| Hanna Skydan  | Hammerwurf | 70,09 m       | 13            | ausgeschieden | ausgeschieden | 13   |
| Frauen        |            |               |               |               |               |      |
| Nazim Babayev | Dreisprung | 16,38 s       | 25            | ausgeschieden | ausgeschieden | 25   |

### Radsport

#### Bahn
| Athleten        | Wettbewerb | Qualifikation | Qualifikation | Finals        | Finals        | Rang          |
| Athleten        | Wettbewerb | Zeit          | Rang          | Zeit          | Rang          | Rang          |
| --------------- | ---------- | ------------- | ------------- | ------------- | ------------- | ------------- |
| Frauen          |            |               |               |               |               |               |
| Olqa İsmayılova | Sprint     | 11,152 s      | 18            | ausgeschieden | ausgeschieden | ausgeschieden |
| Olqa İsmayılova | Keirin     | –             | 21            | ausgeschieden | ausgeschieden | ausgeschieden |

#### Straße
| Athleten         | Wettbewerb    | Zeit          | Rang          |
| ---------------- | ------------- | ------------- | ------------- |
| Frauen           |               |               |               |
| Olena Pawluchina | Straßenrennen | 3:59:05 h     | 35            |
| Männer           |               |               |               |
| Maksym Averin    | Straßenrennen | nicht beendet | nicht beendet |

### Ringen
| Athleten                         | Wettbewerb        | 1. Runde          | 1. Runde | Achtelfinale        | Achtelfinale  | Viertelfinale               | Viertelfinale | Halbfinale             | Halbfinale    | Hoffnungsrunde Viertelfinale | Hoffnungsrunde Viertelfinale | Hoffnungsrunde Halbfinale | Hoffnungsrunde Halbfinale | Hoffnungsrunde Finale | Hoffnungsrunde Finale | Finale         | Finale        | Rang   |
| Athleten                         | Wettbewerb        | Gegner            | Ergebnis | Gegner              | Ergebnis      | Gegner                      | Ergebnis      | Gegner                 | Ergebnis      | Gegner                       | Ergebnis                     | Gegner                    | Ergebnis                  | Gegner                | Ergebnis              | Gegner         | Ergebnis      | Rang   |
| -------------------------------- | ----------------- | ----------------- | -------- | ------------------- | ------------- | --------------------------- | ------------- | ---------------------- | ------------- | ---------------------------- | ---------------------------- | ------------------------- | ------------------------- | --------------------- | --------------------- | -------------- | ------------- | ------ |
| Freistil Frauen                  |                   |                   |          |                     |               |                             |               |                        |               |                              |                              |                           |                           |                       |                       |                |               |        |
| Mariya Stadnik                   | Klasse bis 48 kg  | Freilos           | Freilos  | Patricia Bermúdez   | 4:0           | Iwona Matkowska             | 4:0           | Eliza Jankowa          | 5:0           | –                            | –                            | –                         | –                         | –                     | –                     | Eri Tōsaka     | 2:3           | Silber |
| Nataliya Synyshyn                | Klasse bis 53 kg  | Freilos           | Freilos  | Saori Yoshida       | 0:3           | ausgeschieden               | ausgeschieden | ausgeschieden          | ausgeschieden | Freilos                      | Freilos                      | Isabelle Sambou           | 3:0                       | Betzabeth Argüello    | 3:1                   | ausgeschieden  | ausgeschieden | Bronze |
| Julija Ratkewitsch               | Klasse bis 58 kg  | Freilos           | Freilos  | Oksana Herhel       | 3:1           | Jackeline Rentería          | 3:1           | Kaori Ichō             | 0:4           | Freilos                      | Freilos                      | Freilos                   | Freilos                   | Marwa Amri            | 1:3                   | ausgeschieden  | ausgeschieden | 5      |
| Freistil Männer                  |                   |                   |          |                     |               |                             |               |                        |               |                              |                              |                           |                           |                       |                       |                |               |        |
| Hacı Əliyev                      | Klasse bis 57 kg  | Freilos           | Freilos  | Yun Jun-sik         | 4:1           | Wladimer Chintschegaschwili | 1:3           | ausgeschieden          | ausgeschieden | Freilos                      | Freilos                      | Nurislam Sanayev          | 3:1                       | Wladimir Dubow        | 5:0                   | ausgeschieden  | ausgeschieden | Bronze |
| Toghrul Asgarov                  | Klasse bis 65 kg  | Freilos           | Freilos  | Andrij Kwjatkowskyj | 4:1           | Frank Molinaro              | 4:0           | Frank Chamizo          | 3:1           | –                            | –                            | –                         | –                         | –                     | –                     | Soslan Ramonow | 0:4           | Silber |
| Cəbrayıl Həsənov                 | Klasse bis 74 kg  | Freilos           | Freilos  | Carlos Izquierdo    | 4:0           | Jakob Makarashvili          | 4:0           | Aniuar Gedujew         | 1:3           | Freilos                      | Freilos                      | Freilos                   | Freilos                   | Bekzod Abdurahmonov   | 3:1                   | ausgeschieden  | ausgeschieden | Bronze |
| Şərif Şərifov                    | Klasse bis 86 kg  | Freilos           | Freilos  | Bi Shengfeng        | 4:0           | Zbigniew Baranowski         | 3:0           | Abdulraschid Sadulajew | 1:3           | Freilos                      | Freilos                      | Freilos                   | Freilos                   | Pedro Ceballos        | 3:1                   | ausgeschieden  | ausgeschieden | Bronze |
| Xetaq Qozyumov                   | Klasse bis 97 kg  | Radosław Baran    | 3:0      | Reza Yazdani        | 3:1           | Magomed Ibragimov           | 3:1           | Walerij Andrijzew      | 4:0           | –                            | –                            | –                         | –                         | –                     | –                     | Kyle Snyder    | 1:3           | Silber |
| Jamaladdin Magomedov             | Klasse bis 125 kg | Freilos           | Freilos  | Tervel Dlagnev      | 1:3           | ausgeschieden               | ausgeschieden | ausgeschieden          | ausgeschieden | ausgeschieden                | ausgeschieden                | ausgeschieden             | ausgeschieden             | ausgeschieden         | ausgeschieden         | ausgeschieden  | ausgeschieden | 12     |
| griechisch-römischer Stil Männer |                   |                   |          |                     |               |                             |               |                        |               |                              |                              |                           |                           |                       |                       |                |               |        |
| Rövşən Bayramov                  | Klasse bis 59 kg  | Freilos           | Freilos  | Raiber Rodríguez    | 4:0           | Jesse Thielke               | 4:0           | Shinobu Ōta            | 0:5           | Freilos                      | Freilos                      | Freilos                   | Freilos                   | Stig André Berge      | 1:3                   | ausgeschieden  | ausgeschieden | 5      |
| Rəsul Çunayev                    | Klasse bis 66 kg  | Miguel Martínez   | 3:1      | Islambek Albijew    | 3:1           | Tarek Benaissa              | 4:1           | Mihran Harutjunjan     | 1:3           | Freilos                      | Freilos                      | Freilos                   | Freilos                   | Ryu Han-su            | 4:0                   | ausgeschieden  | ausgeschieden | Bronze |
| Elvin Mursaliyev                 | Klasse bis 75 kg  | Mahmoud Faqzy     | 3:1      | Dosschan Kartikow   | 3:1           | Péter Bácsi                 | 0:3           | ausgeschieden          | ausgeschieden | ausgeschieden                | ausgeschieden                | ausgeschieden             | ausgeschieden             | ausgeschieden         | ausgeschieden         | ausgeschieden  | ausgeschieden | 7      |
| Saman Tahmasebi                  | Klasse bis 85 kg  | Davit Chakvetadze | 0:3      | ausgeschieden       | ausgeschieden | ausgeschieden               | ausgeschieden | ausgeschieden          | ausgeschieden | Habibollah Akhlaghi          | 1:3                          | ausgeschieden             | ausgeschieden             | ausgeschieden         | ausgeschieden         | ausgeschieden  | ausgeschieden | 13     |
| Sabah Shariati                   | Klasse bis 130 kg | Freilos           | Freilos  | Robby Smith         | 3:1           | Rıza Kayaalp                | 0:5           | ausgeschieden          | ausgeschieden | Freilos                      | Freilos                      | Erwin Caraballo           | 3:0                       | Eduard Popp           | 5:0                   | ausgeschieden  | ausgeschieden | Bronze |

### Rudern
| Athleten                           | Wettbewerb   | Vorlauf     | Vorlauf | Vorlauf       | Hoffnungslauf | Hoffnungslauf | Hoffnungslauf | Halbfinale  | Halbfinale | Halbfinale    | Finale      | Finale | Rang |
| Athleten                           | Wettbewerb   | Zeit        | Platz   | Qualifikation | Zeit          | Platz         | Qualifikation | Zeit        | Platz      | Qualifikation | Zeit        | Platz  | Rang |
| ---------------------------------- | ------------ | ----------- | ------- | ------------- | ------------- | ------------- | ------------- | ----------- | ---------- | ------------- | ----------- | ------ | ---- |
| Männer                             |              |             |         |               |               |               |               |             |            |               |             |        |      |
| Aleksandar Aleksandrov Boris Yotov | Doppelzweier | 6:40,52 min | 2       | Halbfinale    | –             | –             | –             | 6:37,49 min | 6          | B-Finale      | 7:24,03 min | 6      | 12   |

### Schießen
| Athleten     | Wettbewerb                   | Qualifikation   | Qualifikation | Finale          | Finale        | Ringe/ Scheiben | Rang |
| Athleten     | Wettbewerb                   | Ringe/ Scheiben | Rang          | Ringe/ Scheiben | Rang          | Ringe/ Scheiben | Rang |
| ------------ | ---------------------------- | --------------- | ------------- | --------------- | ------------- | --------------- | ---- |
| Männer       |                              |                 |               |                 |               |                 |      |
| Ruslan Lunev | Luftpistole 10 Meter         | 577             | 15            | ausgeschieden   | ausgeschieden | 577             | 15   |
| Ruslan Lunev | Schnellfeuerpistole 25 Meter | 575             | 15            | ausgeschieden   | ausgeschieden | 575             | 15   |

### Schwimmen
| Athleten          | Wettbewerb     | Vorlauf     | Vorlauf | Halbfinale    | Halbfinale    | Finale        | Finale        | Rang |
| Athleten          | Wettbewerb     | Zeit        | Rang    | Zeit          | Rang          | Zeit          | Rang          | Rang |
| ----------------- | -------------- | ----------- | ------- | ------------- | ------------- | ------------- | ------------- | ---- |
| Frauen            |                |             |         |               |               |               |               |      |
| Fatima Alkaramova | 100 m Freistil | 59,41 s     | 41      | ausgeschieden | ausgeschieden | ausgeschieden | ausgeschieden | 41   |
| Männer            |                |             |         |               |               |               |               |      |
| Boris Kirillov    | 200 m Rücken   | 2:05,01 min | 26      | ausgeschieden | ausgeschieden | ausgeschieden | ausgeschieden | 26   |

### Taekwondo
| Athleten          | Wettbewerb        | Achtelfinale      | Achtelfinale | Viertelfinale       | Viertelfinale | Hoffnungsrunde Halbfinale | Hoffnungsrunde Halbfinale | Halbfinale      | Halbfinale    | Hoffnungsrunde Finale | Hoffnungsrunde Finale | Finale                      | Finale        | Rang   |
| Athleten          | Wettbewerb        | Gegner            | Ergebnis     | Gegner              | Ergebnis      | Gegner                    | Ergebnis                  | Gegner          | Ergebnis      | Gegner                | Ergebnis              | Gegner                      | Ergebnis      | Rang   |
| ----------------- | ----------------- | ----------------- | ------------ | ------------------- | ------------- | ------------------------- | ------------------------- | --------------- | ------------- | --------------------- | --------------------- | --------------------------- | ------------- | ------ |
| Frauen            |                   |                   |              |                     |               |                           |                           |                 |               |                       |                       |                             |               |        |
| Patimat Abakarova | Klasse bis 49 kg  | Tijana Bogdanović | 2:3          | ausgeschieden       | ausgeschieden | Wu Jungyu                 | 4:3                       | ausgeschieden   | ausgeschieden | Yasmina Aziez         | 7:2                   | ausgeschieden               | ausgeschieden | Bronze |
| Fəridə Əzizova    | Klasse bis 67 kg  | Paige McPherson   | 6:5          | Nigora Tursunqulova | 5:1           | –                         | –                         | Oh Hye-ri       | 5:6           | Ruth Gbagbi           | 1:7                   | ausgeschieden               | ausgeschieden | 5      |
| Männer            |                   |                   |              |                     |               |                           |                           |                 |               |                       |                       |                             |               |        |
| Milad Beigi       | Klasse bis 80 kg  | Ismaël Coulibaly  | 13:6         | Mehdi Khodabakhshi  | 17:5          | –                         | –                         | Lutalo Muhammad | 7:12          | Piotr Paziński        | 12:0                  | ausgeschieden               | ausgeschieden | Bronze |
| Radik İsayev      | Klasse über 80 kg | Ruslan Zhaparov   | 13:6         | Cha Dong-min        | 17:5          | –                         | –                         | Mahama Cho      | 17:5          | –                     | –                     | Abdoulrazak Issoufou Alfaga | 17:5          | Gold   |

### Triathlon
| Athleten          | Wettbewerb | Zeit      | Rang |
| ----------------- | ---------- | --------- | ---- |
| Männer            |            |           |      |
| Rostislav Pevtsov | Einzel     | 1:52:06 h | 39   |

### Turnen

#### Gerätturnen
| Athleten       | Wettbewerb       | Qualifikation | Qualifikation | Finale        | Finale        | Rang |
| Athleten       | Wettbewerb       | Punkte        | Rang          | Punkte        | Rang          | Rang |
| -------------- | ---------------- | ------------- | ------------- | ------------- | ------------- | ---- |
| Männer         |                  |               |               |               |               |      |
| Petro Pachnjuk | Mehrkampf Einzel | 84,215        | 34            | ausgeschieden | ausgeschieden | 34   |
| Oleh Stepko    | Mehrkampf Einzel | 86,208        | 20            | 79,081        | 22            | 22   |

#### Rhythmische Sportgymnastik
| Athletinnen    | Wettbewerb       | Qualifikation | Qualifikation | Finale | Finale | Rang |
| Athletinnen    | Wettbewerb       | Punkte        | Rang          | Punkte | Rang   | Rang |
| -------------- | ---------------- | ------------- | ------------- | ------ | ------ | ---- |
| Frauen         |                  |               |               |        |        |      |
| Marina Durunda | Mehrkampf Einzel | 70,348        | 8             | 69,748 | 9      | 9    |